# Lijst van Harlingers
Deze lijst van Harlingers geeft een overzicht van bekende personen die in de Nederlandse stad Harlingen zijn geboren of hebben gewoond.

## Geboren in Harlingen
- Sybrandt Hansz. Cardinael (1578-1647), wiskundige
- Pieter Feddes van Harlingen (1586-1623), graveur en kunstschider
- Adam Wiebe (ca. 1590 - 1653), ingenieur en uitvinder
- Jacob Adriaensz Backer (1608-1651), schilder
- Auke Stellingwerf (1635-1665), admiraal
- Rudolf Coenders (1638-1666), admiraal
- Tako Hajo Jelgersma (1702-1795), kunstschilder
- Jacobus Deketh (1726-1764), marineofficier
- Simon Stijl (1731-1804), medicus, politicus en auteur
- Court Lambertus van Beyma (1753-1820), politicus, voorman van de Friese patriotten
- Seerp Gratama (1757-1837), hoogleraar
- Hendrik Jans Westra (1766-1831), politicus
- Folkert Nicolaas van Loon (1775-1840), schrijver
- Cornelis Albarda (1796-1866), rechter
- Francijntje de Boer (1784-1852), schrijfster
- Jan Albarda (1791-1859), politicus
- Jan Gelinde van Blom (1796-1871), dichter en schrijver
- Hendrik Johannes Albarda (1822-1881), jurist
- Sybrand Hingst (1824-1906), Nederlands politicus en burgemeester
- Sjoerd Vening Meinesz (1833-1909), burgemeester van Rotterdam en Amsterdam
- Rein Miedema (1835-1912), kunstschilder
- Johannes Kayser (1842-1917), architect
- Taeke Boonstra (1850-1932), architect
- Hermanna Elisabeth Molkenboer-Trip (1851-1911), ondernemer
- Simon Miedema (1860-1934), beeldhouwer
- Louis Cohen (1864-1933), politicus
- Sien van Hulst (1868-1930), grondlegster wijkverpleging
- Inte Onsman (1872-1929), toneelschrijver en vakbondsbestuurder
- Hessel Posthuma sr. (1887-1969), politicus
- Jan Duyvendak (1889-1954), sinoloog
- Pier Steensma (1890-1969), archeoloog en aquarellist
- Cees Wilkeshuis (1896-1982), schrijver
- Simon Vestdijk (1898-1971), schrijver
- Klaas Norel (1899-1971), journalist, verzetsstrijder en (kinderboeken)schrijver
- Hendrik Arius Hoekstra (1901-1945), verzetsstrijder
- Conrad Valentin Posthumus (1907-1975), kapitein koopvaardij
- Melle Weersma (1908-1988), componist en musicus
- Herman Witte (1909-1972), politicus
- Ans van der Werf-Terpstra (1916-2011), politica
- Wout van Liempt (1918-2013), impresario
- Izak Willem van Spiegel (1922-2005), wiskundige en rector magnificus
- Klaas Beuker (1924-2000), politicus
- Freerk Fontein (1924-1995),burgemeester
- Hotze Schuil (1924-2005), kaatser
- Han Roos (1926-2010), generaal
- John te Loo (1928-2017), burgemeester
- Henk Alkema (1944-2011), componist
- Francesca Zijlstra (1950), beeldhouwster
- Caren Wood (Doetje de Vries) (1953), zangeres
- Alice May (Aaltje de Vries) (1954), zangeres en componiste
- Menno Oosterhoff (1955), psychiater en auteur
- Jillert Anema (1955), schaatscoach/fysiotherapeut
- Hans van Houwelingen (1957), kunstenaar
- Alice Fuldauer (1958-2018), journalist en schrijver
- Tjeerd Herrema (1961), politicus
- Lammert van Raan (1962), politicus
- Jan Ykema (1963), schaatser
- Arne van der Wal (1963), journalist, mede-oprichter Follow the Money
- Hildebrand Bijleveld (1965), journalist, presentator en mediaondernemer
- Nico Outhuijse (1972), drummer
- Gerard Boersma (1976), kunstschilder
- Marloes Bolman (1977), roeister
- Sietske Poepjes (1979), politica
- Wiebe van der Wijk (1982), dammer

## Voormalig inwoner
- Symon van der Does (1507-1587), konvooi- en accijnsmeester
- Tjerk Hiddes de Vries (1622-1666), Fries admiraal
- Cornelis van den Burg (1752-1813), patriot en burgemeester
- Johan Barger (1853-1900), dominee
- Menno Huizinga Jr. (1876-1959), predikant en anarchist
- Gerrit Aalfs (1892-1970), tekenleraar fotograaf en filmer
- Atze Sijtsma (1895-1988), vioolbouwer
- Hein Buisman (1904-1963), natuurbeschermer en ondernemer
- Jan Murk de Vries (1919-2015), kunstenaar
- Piet Paulusma (1956-2022), weerman